# ひゅうが (列車)
ひゅうがは、九州旅客鉄道（JR九州）が延岡駅 - 宮崎駅・南宮崎駅・宮崎空港駅間を、日豊本線・日南線・宮崎空港線経由で運行する特別急行列車である。
なお本項では、宮崎県内連絡列車についても記述する。

## 概要
特急「ひゅうが」は、2000年3月11日に当時博多駅 - 南宮崎駅・宮崎空港駅間を運行していた特急「にちりん」が利用低迷により本数削減されたのに伴い、延岡市と宮崎市の都市間輸送や宮崎空港への利用で、乗車実績が比較的良かった延岡駅 - 南宮崎駅・宮崎空港駅間に関して一部存続という形で運行を開始した。当初は4往復の運行であり、のちに6往復まで増発されたが、2003年3月15日・2004年3月13日に一部の列車が別府駅発着に延長、「にちりん」に再編入されたため2往復の運転になり、2010年3月13日の改正時点では3往復が運行されていた。しかし2011年3月12日のダイヤ改正で廃止された「ドリームにちりん」の延岡駅 - 南宮崎駅・宮崎空港駅間および「さわやかライナー」「ホームライナー」を「ひゅうが」に編入したため、再び6往復の運転になった。その後、2018年3月17日・2021年3月13日のダイヤ改正で「にちりん」の一部を延岡駅以南の運転に再度短縮し「ひゅうが」に編入、本数が増加している。
列車名は、宮崎県の令制国名である「日向国」（ひゅうがのくに・ひむかのくに）が由来となっている。
なお「日向」の愛称は国鉄時代に大阪駅 - 宮崎駅間を運行していた特急列車に使用されており（「かもめ」→「いそかぜ」から改称、当時は漢字表記）、1975年に廃止されて以来25年ぶりの愛称復活となった（表記は漢字と平仮名で異なる）。

## 運行概況
下り7本・上り8本（1 - 14・16号）が設定されており、下り3号が延岡駅 → 宮崎駅間、上り16号が南宮崎駅 → 延岡駅間、そのほかの列車は延岡駅 - 宮崎空港駅間の運転である。下り（延岡駅発）は朝、上り（延岡駅行き）は夕方以降の運転が多く、延岡駅以南での「にちりん」の補完や高速化工事に出資した旭化成社員輸送列車としての役割も担っている。2021年3月13日から再び日中にも運転されるようになった。列車番号は号数＋5070Mである。
2017年3月4日より787系4両編成を充当する列車の大半でワンマン運転が開始され、2018年3月17日からは787系4両編成の全列車に拡大している。
繁忙期には「ひゅうが」2・6・9・13号を運休、同じダイヤで大分駅 - 延岡駅間を延長運転とした「にちりん」が運行される（号数は60番台）。
閑散期には線路保守工事のため、日中の「にちりん（「にちりんシーガイア」を含む）」のうち3往復（3・5・7・6・8・10号）が佐伯駅以南で運休となる日があるが、同日はこの3往復について、延岡駅以南で同じダイヤを用いて臨時「ひゅうが」が運転される。号数は運休となる「にちりん（シーガイア）」に80を加えたものとなる。列車番号は号数＋8970Mである（9053〜9060M）。

### 停車駅
延岡駅 - 南延岡駅 - （門川駅） - 日向市駅 - （都農駅） - 高鍋駅 - 佐土原駅 - （宮崎神宮駅） - 宮崎駅 - 南宮崎駅 - 宮崎空港駅
- （）内は一部列車のみ停車。
  - 門川駅は2・4・6・9・11号を除き全て停車。
  - 都農駅は2・4・6・9・11・13号を除き全て停車。
  - 宮崎神宮駅は13号のみ停車。
  - 2011年3月12日より2021年3月12日までは2往復が日向住吉駅に停車していた。

- 停車駅の詳細は以下の表を参照（2024年3月現在）。
  - ●：停車
  - －：通過

| 運行本数＼駅名   | 延岡駅 | 南延岡駅 | 門川駅 | 日向市駅 | 都農駅 | 高鍋駅 | 佐土原駅 | 宮崎神宮駅 | 宮崎駅 | 南宮崎駅 | 宮崎空港駅 | 備考                           |
| ---------------- | ------ | -------- | ------ | -------- | ------ | ------ | -------- | ---------- | ------ | -------- | ---------- | ------------------------------ |
| 下り2本／上り3本 | ●      | ●        | －     | ●        | －     | ●      | ●        | －         | ●      | ●        | ●          |                                |
| 下り3本／上り4本 | ●      | ●        | ●      | ●        | ●      | ●      | ●        | －         | ●      | ●        | ●          | 門川駅、都農駅停車             |
| 下り1本          | ●      | ●        | ●      | ●        | －     | ●      | ●        | ●          | ●      | ●        | ●          | 門川駅、宮崎神宮駅停車（13号） |
| 下り1本          | ●      | ●        | ●      | ●        | ●      | ●      | ●        | －         | ●      |          |            | 宮崎駅終着（3号）              |
| 上り1本          | ●      | ●        | ●      | ●        | ●      | ●      | ●        | －         | ●      | ●        |            | 南宮崎駅始発（16号）           |
| （下り停車本数） | 7      | 7        | 5      | 7        | 4      | 7      | 7        | 1          | 7      | 6        | 6          |                                |
| （上り停車本数） | 8      | 8        | 5      | 8        | 5      | 8      | 8        | 0          | 8      | 8        | 7          |                                |

なお宮崎駅 - 宮崎空港駅間は、乗車券のみで普通車自由席に乗車可能の特例が設けられている。またこの区間のグリーン席は自由席扱いとなり、グリーン券は車内で車掌から購入する形となる。

### 使用車両・編成
大分鉄道事業部大分車両センターおよび南福岡車両区に所属する787系が充当されている。2往復は南福岡車両区所属の6両編成（グリーン個室・DXグリーン席連結）で、その他の列車は大分車両センター所属の4両編成で運行されている。九州新幹線鹿児島ルートの全線開業以前は「リレーつばめ」「有明」などで運用されていた車両で、鹿児島ルート全線開業に伴い余剰となったため、日豊本線に残っていた485系を置き換える目的で2011年3月12日に投入された。
延岡駅 - 宮崎駅・宮崎空港駅間の通勤通学輸送を担っていることもあり普通車は基本的に全車自由席となっていたが、2024年のダイヤ改正以降は4両編成の一部列車に指定席の設定がある。
運行開始当初から485系が使用されていたが、2011年3月12日のダイヤ改正で787系に置き換えられる形で運用を終了した。ただし、車両の転入・入替作業の都合上、数日間は一部列車で引き続き485系が使用されていた。
また、2001年3月3日から2021年3月12日までは一時期を除き、783系も使用されていた。翌日以降は全列車787系での運転となっている。

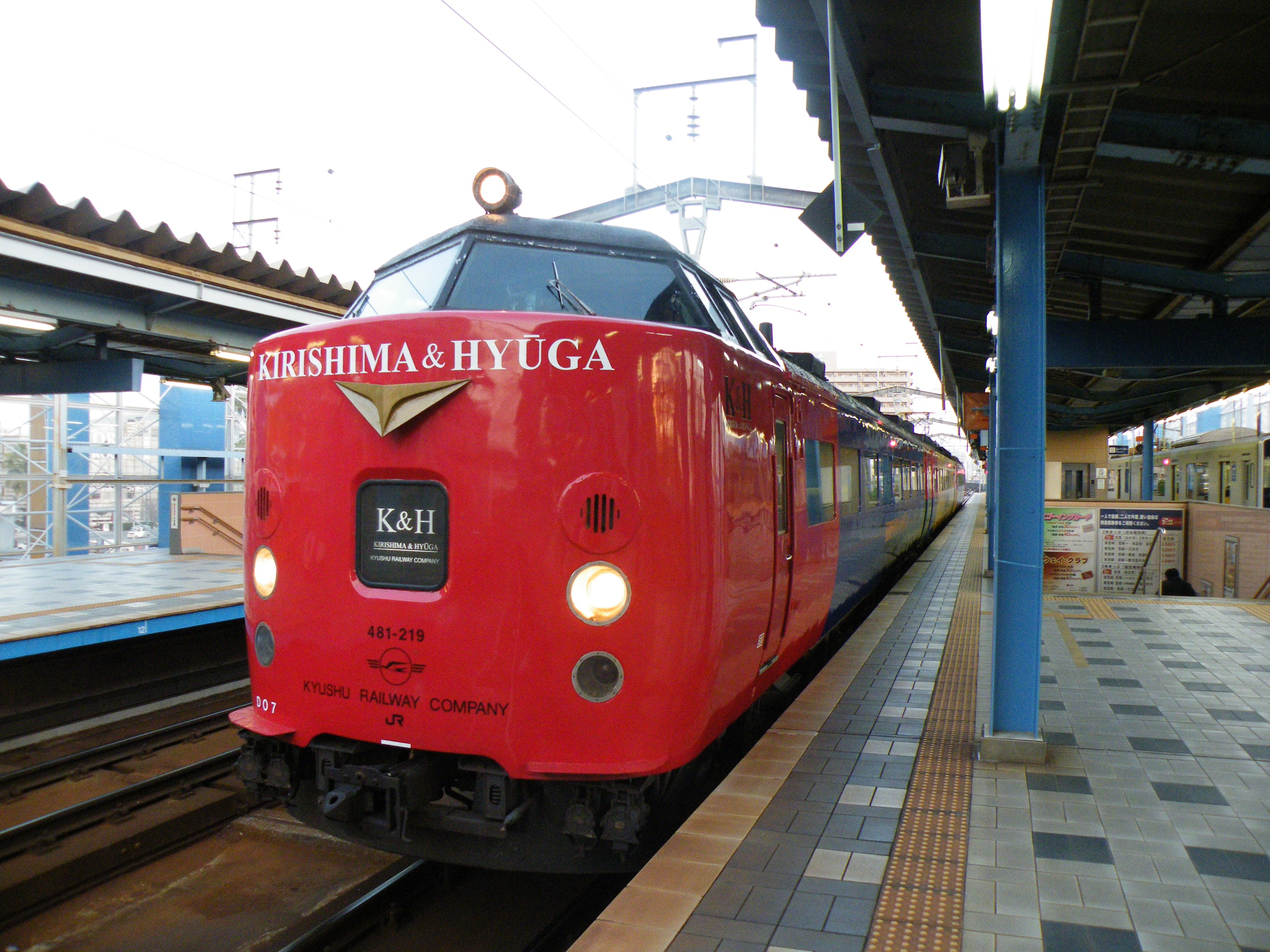
485系「ひゅうが」（2009年）

## 宮崎県内連絡列車沿革
- 1989年（平成元年）3月11日：快速列車「ひむか」を延岡駅 - 南宮崎駅間で運転開始。457系・475系電車が用いられた。
- 1996年（平成8年）7月18日：宮崎空港線開業にともない、「ひむか」が宮崎空港駅に乗り入れ。
- 2000年（平成12年）3月11日：「にちりん」が大分駅 - 南宮崎駅間で本数削減されたことにともない、延岡駅 - 南宮崎駅・宮崎空港駅間の利便性を維持するために特急「ひゅうが」を設定。当初は全列車485系電車で4往復の運行であった。これに伴い「ひむか」は廃止。
- 2001年（平成13年）3月3日：5往復に増発。一部列車で783系電車を充当開始。
- 2002年（平成14年）3月23日：6往復に増発。
- 2003年（平成15年）3月15日：「にちりん」への再編入に伴い4往復の運行となる。783系は一時撤退。
- 2004年（平成16年）3月13日：「にちりん」への再編入に伴い2往復の運行となり、日中の運行がなくなる。一部列車に再び783系を充当。
- 2007年（平成19年）3月18日：この改正で下り列車は宮崎空港駅へ乗り入れなくなる。
- 2009年（平成21年）3月14日：3往復に増発。全車禁煙となる。
- 2011年（平成23年）3月12日：ダイヤ改正により以下のように変更[2][信頼性要検証]。
  1. 「ドリームにちりん」の延岡駅 - 南宮崎駅・宮崎空港駅間および「さわやかライナー」・「ホームライナー」を編入し6往復に増発。一部が日向住吉駅に停車するようになる。下り列車の宮崎空港駅乗り入れが復活。
  2. 使用車両を、787系3往復（4両編成2往復・6両編成1往復）、783系3往復とし、485系での運行を終了。
- 2017年（平成29年）3月4日：ダイヤ改正に伴い以下のように変更[3]。
  1. 783系充当列車のうち1往復を787系4両編成に変更。
  2. 787系4両編成で運行する列車は、下り1本を除きワンマン運転となる。
- 2018年（平成30年）3月17日：ダイヤ改正により以下のように変更[4]。
  1. 「にちりん」26号（上り最終列車）を延岡駅までの運転に変更し「ひゅうが」4号とする。これにより「ひゅうが」は下り6本・上り7本の運転となる。
  2. 787系4両編成で運行する列車はすべてワンマン運転となる。
- 2020年（令和2年）3月20日 - 5月10日：新型コロナウイルス感染症による利用客減少に伴い、減便等を実施[5][6][7]。
  - 3月20日 - 4月5日：5・8号の運行区間を延岡駅 - 宮崎駅間に短縮し、合計34本の運行区間変更を実施。
  - 4月6日 - 5月10日：7・8・11・14号の運転を取りやめ、合計140本を運休。
  - 5月2日 - 5月6日：新型コロナウイルス感染症対策として、JR九州管内の特急列車全便運休の方針により、全便運休[8][9]。
  - 11月1日 - 当面の間：新型コロナウイルス感染症による利用客減少に伴い、「にちりんシーガイア」20号の宮崎空港駅 - 大分駅間を運休するため、同じダイヤで宮崎空港駅 - 延岡駅間に「ひゅうが」102号を運転[10]。
- 2021年（令和3年）3月13日：ダイヤ改正により以下のように変更[11][12]
  1. 短縮および一部区間臨時化された「にちりん」3往復を編入する一方、従来の1往復（2・11号）を廃止し、下り8本・上り9本の運転になる（全体では2往復増加）。このうち2往復については繁忙期には大分駅発着に延長の上で「にちりん」として運行する。
  2. 5号を宮崎駅終着に短縮。宮崎駅 - 宮崎空港駅間には代替の普通列車が設定された。
  3. 上り最終列車（旧14号、改正後18号）を20分程度繰り上げ。
  4. 783系での運用が消滅、全列車787系での運転となる。
  5. 一部が停車していた日向住吉駅は全列車通過となる。逆に一部が宮崎神宮駅に停車するようになる。
- 2022年（令和4年）9月23日：ダイヤ改正
  - 深夜帯の16・18号を共に15分程度繰り上げ。16号は宮崎駅で「きりしま」18号からの接続が不可能になった。
- 2024年（令和6年）3月16日：ダイヤ改正
  1. 7号・18号を廃止。下り7本・上り8本の運転となる。
  2. 5号を宮崎空港行きに延長。
  3. 16号（改正後の上り最終列車）を15分程度繰り下げ、「きりしま」18号から接続をとる形となる。[13]
- 2025年（令和7年）3月15日：ダイヤ改正
  - 5号の時刻を繰り上げ、宮崎駅到着が7時台となる。